# Camera dei comuni (Canada)
La Camera dei comuni è un componente del Parlamento del Canada, assieme al Sovrano (rappresentato dal governatore generale) e al Senato. La Camera dei comuni è eletta democraticamente ed è composta da 343 membri.
La Camera dei comuni è nata nel 1867 con il British North America Act che istituì il Dominion del Canada, conosciuto in Canada come Constitution Act, del 1867.